# مدينة وارسو القديمة
مدينة وارسو القديمة أو (فرصوفيا أو فارسوفيا)، ( في اللغة البولندية Stare Miasto، في اللغة العامية "Starówka") هي أقدم منطقة تاريخية في وارسو.  يحدها أسوار المدينة القديمة نهر كامينكا الكائن  الآن (تحت شارع Brzhozova الحديث) ، أحد روافد Vistula ، وشوارع Grodzka و Mostowa و Podwale.  المدينة القديمة هي واحدة من أشهر مناطق الجذب السياحي في وارسو.
وسط المدينة القديمة هي ساحة السوق مع المطاعم والمقاهي والمحلات التجارية.  الشوارع المحيطة غنية بفن العمارة من العصور الوسطى ، بما في ذلك أسوار المدينة وارسو باربيكان وكاتدرائية القديس يوحنا المعمدان.

## التاريخ
تأسست مدينة وارسو القديمة في القرن الثالث عشر.  كانت في الأصل محاطة بسور ترابي ، وفي عام 1339 كانت محاطة أسوار المدينة بالطوب.  في البداية ، نمت المدينة حول قلعة أمراء مازوفيا ، والتي أصبحت فيما بعد تعرف باسم القلعة الملكية.  تأسست ساحة سوق المدينة القديمة (Rynek Starego Miasta) في أواخر القرن الثالث عشر وأوائل القرن الرابع عشر ، على طول الطريق الرئيسي الذي يربط القلعة الملكية بالمدينة الجديدة في الشمال.
حتى عام 1817 ، كان أبرز معالم المدينة القديمة هو مبنى البلدية ، الذي تم بناؤه قبل عام 1429.  في عام 1701 ، أعاد تيلمان فان جامرين بناء ساحة السوق ، وفي عام 1817 تم هدم مبنى البلدية.  منذ القرن التاسع عشر ، تم تسمية الجوانب الأربعة لهذه الساحة على اسم البولنديين الأربعة المشهورين الذين عاشوا على الجانبين: إغناسي زاكريفسكي (جنوبًا) وهوجو كولونتاي (غربًا) وجان ديكيرت (شمالًا) وفرانسيسك برسا (شرقًا) .
في عام 1918 ، بدأ القصر الملكي مرة أخرى في العمل كمقر لأعلى قيادة لبولندا: رئيس بولندا ومستشارته.  في أواخر الثلاثينيات ، أثناء حكم الرئيس ستيفان ستارزينسكي للمدينة ، بدأت السلطات البلدية في إعادة بناء المدينة القديمة لاستعادة مجدها السابق.  تم ترميم باربيكان وساحة السوق القديم بالمدينة جزئيًا. ومع ذلك ، لم تكتمل بسبب اندلاع الحرب العالمية الثانية.
خلال غزو بولندا (1939) ، تعرضت معظم المنطقة لأضرار بالغة من جراء الهجمات التي شنتها القوات الألمانية لوفتوافا ، والتي تهدف إلى تضمين المناطق السكنية في المدينة والمواقع التاريخية .  بعد انتهاء حصار وارسو في عام 1939 ، أعيد بناء جزء من المدينة القديمة ، ولكن بعد إنتفاضة وارسو المباشرة (في أغسطس - أكتوبر 1944) ، أخضع الألمان البلدة القديمة لتدمير منظم ومخطط.  تُذكر الأنتفاضة بـ «النصب التذكاري للمتمردين الشباب» ، المثبت حاليًا على سور المدينة القديمة في العصور الوسطى .
بعد الحرب العالمية الثانية ، تم ترميم المدينة القديمة بعناية .  حيثما أمكن ، تم استخدام الطوب من المباني الأصلية.  تم غربلة الركام من الأنقاض عدة مرات للعثور على العناصر الزخرفية وشظاياها ، والتي أعيدت بعد ذلك إلى أماكنها الأصلية.  كانت المصادر الرئيسية لاستعادة مظهر المدينة القديمة هي كتب كاناليتو للقرن الثامن عشر ، بالإضافة إلى رسومات طلاب ما قبل الحرب لطلاب الهندسة  المعمارية.

## الساحات

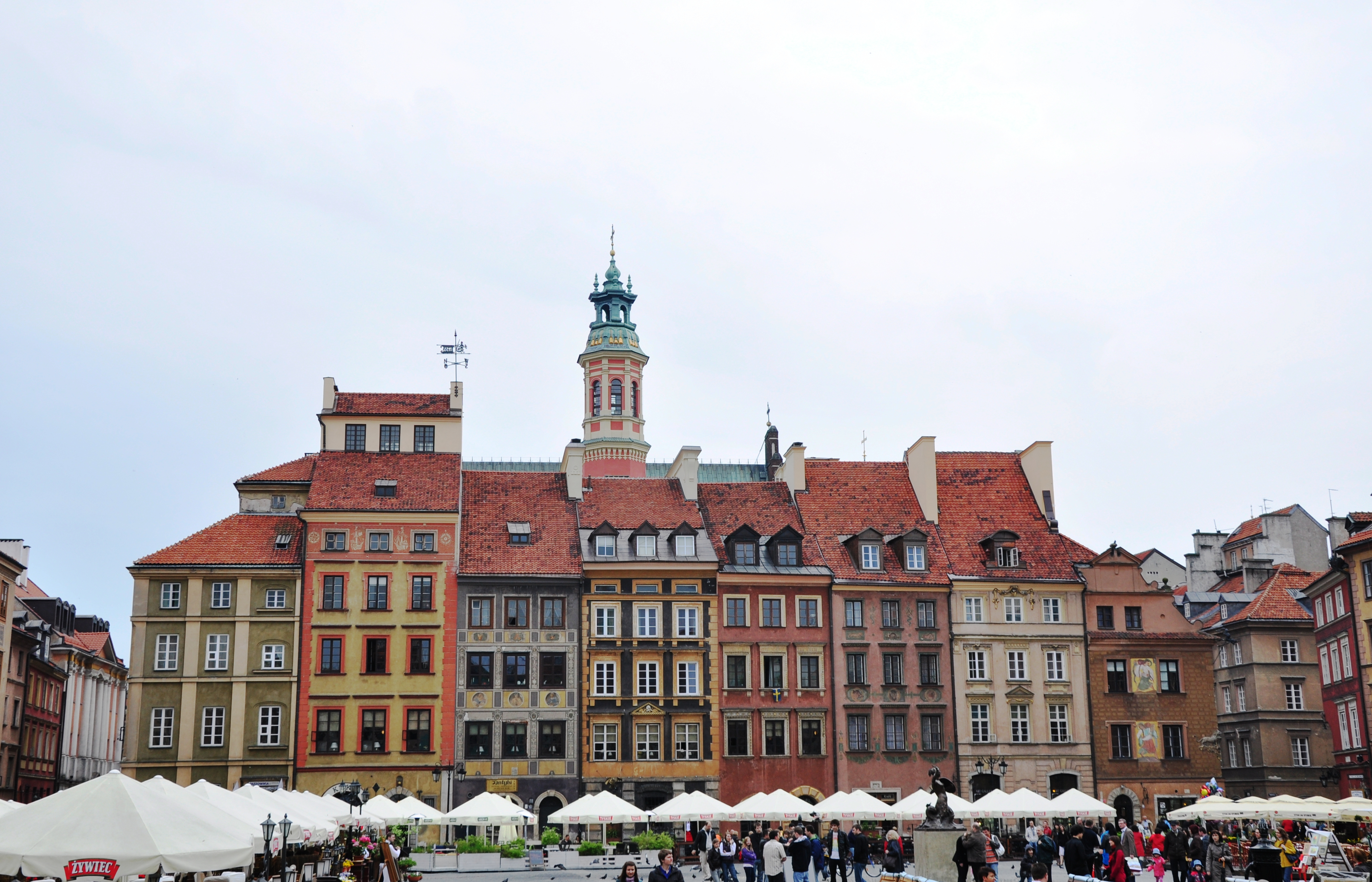
مدينة وارسو القديمة (ستاري رينك)، الواجهة مواجهة للجنوب

تعتبر ساحة سوق المدينة القديمة (Rynek Starego Miasta) ، المعروفة منذ نهاية القرن الثالث عشر ، قلب المدينة القديمة ، وحتى نهاية القرن الثامن عشر ، كانت وارسو بأكملها.  هنا ، اجتمع ممثلو الورش الحرفية والنقابات التجارية في قاعة المدينة (التي أقيمت قبل عام 1429 وتم هدمها في عام 1817) ، كما أقيمت المعارض والمناسبات الاجتماعية الأخرى.  تم بناء المباني المحيطة على الطراز القوطي وظلت موجودة حتى حريق عام 1607 العظيم ، ثم تم ترميمها لاحقًا على طراز عصر النهضة ، وفي وقت لاحق على الطراز الباروكي من قبل المهندس المعماري تيلمان فان جامرين في عام 1701 .
ساحة القلعة (ساحة زامكوي) هي أول ما يراه زوار المدينة القديمة ، وهم يتجهون نحوها من مركز وارسو الأكثر حداثة.  تقع الساحة بين المدينة القديمة نفسها والقصر الملكي.  على الجانب الجنوبي ، كان المربع المثلث يحده جدار القلعة وبوابة كراكوف.  يرتفع عمود الملك سيجيسموند في وارسو فوق الميدان .  تطورت الساحة منذ بداية القرن الرابع عشر ووصلت إلى مجدها في القرن السابع عشر ، عندما أصبحت وارسو عاصمة الدولة البولندية.  في عام 1644 ، نصب الملك فلاديسلاف الرابع عمودًا في الساحة تكريماً لوالده سيجيسموند الثالث ، الذي نقل العاصمة من كراكوف إلى وارسو .
ساحة كانونيا  (plac Kanonia) ، خلف كاتدرائية القديس يوحنا المعمدان يوجد مربع مثلث صغير .  يعود اسم الساحة إلى القرن السابع عشر من البيوت الواقعة عليها مع الكهنة الكنسيين في فرع وارسو الذين عاشوا هناك.  كان العديد منهم شخصيات بارزة ، على سبيل المثال ستانيسلاف ستاشيتسا ، المؤلف المشارك لدستور 3 مايو 1791.  في السابق ، كان هذا المكان بمثابة مقبرة للرعية ، كما يتضح من الصورة الباروكية لوالدة الإله المحفوظة في الميدان في القرن الثامن عشر.  في وسط الساحة يوجد جرس من البرونز تبرع به يان نيكولاي دانيلوفيتش بودسكاربي عام 1646 للكنيسة اليسوعية في ياروسلاف.  صُنع الجرس عام 1646 بواسطة دانيال تيم ، مهندس عمود سيغيسموند.  في نهاية القرن السادس عشر ، أقيم ممر مغطى في الميدان للملكة آن من القصر الملكي إلى كاتدرائية القديس يوحنا المعمدان وتم توسيعه لاحقًا في عشرينيات القرن السادس عشر بعد المحاولة الفاشلة لاغتيال الملك سيجيسموند الثالث في عام 1620 دخل الكاتدرائية.  يوجد هنا أيضًا «البيت الرقيق» في وارسو.

## قائمة اليونسكو للتراث العالمي
أُدرجت مدينة وارسو القديمة في قائمة اليونسكو للتراث العالمي «كمثال استثنائي على الاستعادة شبه الكاملة للفترة التاريخية بين القرنين الثالث عشر والعشرين».